# نشان هوانوردی غیرنظامی استرالیا

نشان رسمی کنونی

نشان مورد استفاده از ۱۹۳۵ تا ۱۹۴۸

نشان هوانوردی غیر نظامی استرالیا از پرچم استرالیا استفاده می‌کند. در طراحی این نشان از نشان هوانوردی غیر نظامی بریتانیا استفاده شده است که پرچم به وسیله رنگ آبی تیره به چهار قسمت تقسیم شده است. حاشیه‌های این آبی تیره به رنگ سفید است. در قسمت بالا راست پرچم بریتانیا وجود دارد. دیگر قسمت‌ها نیز به رنگ آبی روشن هستند.
هنگامیکه در سال ۱۹۳۵ برای نخستین بار این پرچم معرفی شد ستاره‌های زرد رنگی برگرفته از پرچم استرالیا و چلیپایی با ۴۵ درجه چرخش در آن وجود داشتند. معنی این چلیپا این بود که کوچکترین ستاره کاملاً درون صلیب آبی قرار دارد. در سال ۱۹۴۸ رنگ ستاره‌ها به سفید تغییر کرد. در اصل قرار بود که نشان هوانوردی غیر نظامی در فرودگاه‌ها و روی هواپیماهای غیر نظامی فرود آمده، نصب شود. اما نصب پرچم این نشان بر روی هواپیماهای فرود آمده دوام طولانی نداشت.
در طول زمان، سازمان‌هایی مانند وزارت هوانوردی غیر نظامی استرالیا و وزارت حمل و نقل و ساخت و ساز استرالیا از این نشان استفاده کردند. در ۲۱ آوریل سال ۲۰۰۹ اداره امنیت هوانوردی غیر نظامی مجوز استفاده از این نشان را از لیگ هوایی استرالیا گرفت تا همگان از اهمیت و تاثیرگذاری این اداره بر هوانوردی در استرالیا آگاه شوند.